# NGC 1332
NGC 1332 är en galax som ligger ungefär 1/2 grad öster om Tau 4. NGC 1332 är långsträckt och elliptisk med skenbar magnitud 10,3. Denna suddiga fläck har en relativtit ljusstarkt centrum och med ett teleskop på 100 mm är den inte svår att se.